# 韦戈阿
韦戈阿（法語：Ouégoa，發音：[weɡɔa] ⓘ）是法国海外特殊集体新喀里多尼亞北部省的市镇，面积656.8平方千米，2019年1月1日人口为2,118人。

## 地理
韦戈阿（20°21'0"S, 164°26'0"E）面积656.8平方千米，位于法国海外特殊集体新喀里多尼亞。
与韦戈阿接壤的市镇（或旧市镇、城区）包括：延根、卡拉戈门、库马克、普埃博、普姆。
韦戈阿的时区为UTC+11:00。

## 行政
韦戈阿的邮政编码为98821，INSEE市镇编码为98819。

## 政治
韦戈阿的现任市长为巴纳贝·佩布·阿梅纳（Barnabé Pébou-Hamène）先生，任期为2020-2026年。

## 人口
韦戈阿于2019年1月1日时的人口数量为2118人。